# Relations entre le Luxembourg et l'Union soviétique
 (décembre 2021).
La mise en forme du texte ne suit pas les recommandations de Wikipédia : il faut le « wikifier ».
Les points d'amélioration suivants sont les cas les plus fréquents :
- Les titres sont pré-formatés par le logiciel. Ils ne sont ni en capitales, ni en gras.
- Le texte ne doit pas être écrit en capitales (les noms de famille non plus), ni en gras, ni en italique, ni en « petit »…
- Le gras n'est utilisé que pour surligner le titre de l'article dans l'introduction, une seule fois.
- L'italique est rarement utilisé : mots en langue étrangère, titres d'œuvres, noms de bateaux, etc.
- Les citations ne sont pas en italique mais en corps de texte normal. Elles sont entourées par des guillemets français : « et ».
- Les listes à puces sont à éviter, des paragraphes rédigés étant largement préférés. Les tableaux sont à réserver à la présentation de données structurées (résultats, etc.).
- Les appels de note de bas de page (petits chiffres en exposant, introduits par l'outil «  Source ») sont à placer entre la fin de phrase et le point final[comme ça].
- Les liens internes (vers d'autres articles de Wikipédia) sont à choisir avec parcimonie. Créez des liens vers des articles approfondissant le sujet. Les termes génériques sans rapport avec le sujet sont à éviter, ainsi que les répétitions de liens vers un même terme.
- Les liens externes sont à placer uniquement dans une section « Liens externes », à la fin de l'article. Ces liens sont à choisir avec parcimonie suivant les règles définies. Si un lien sert de source à l'article, son insertion dans le texte est à faire par les notes de bas de page.
- La présentation des références doit suivre les conventions bibliographiques. Il est recommandé d'utiliser les modèles {{Ouvrage}}, {{Chapitre}}, {{Article}}, {{Lien web}} et/ou {{Bibliographie}}. Le mode d'édition visuel peut mettre en forme automatiquement les références.
- Insérer une infobox (cadre d'informations à droite) n'est pas obligatoire pour parachever la mise en page.

Pour une aide détaillée, merci de consulter Aide:Wikification.
Si vous pensez que ces points ont été résolus, vous pouvez retirer ce bandeau et améliorer la mise en forme d'un autre article.
Les relations diplomatiques entre le Luxembourg et l’Union des républiques socialistes soviétiques, sont des relations internationales entre deux états souverains qu’est le Luxembourg, et que fut l’Union soviétique jusqu’à sa disparition en 1991. 
L’histoire luxembourgo-russe pouvant être considérée comme ancienne car elle peut remonter à l’indépendance du Grand-Duché de Luxembourg en 1839, quand l’empereur Nicolas Ier (empereur de Russie) décida d’envoyer à la rencontre, de Guillaume II (roi des Pays-Bas), alors Grand-Duc par Union personnelle, son ambassadeur en poste à Bruxelles. 
Pour ce qui est de l’URSS, même si les relations commencèrent dans les années 1930, c'est véritablement durant la Seconde Guerre mondiale, quand de nombreux jeunes hommes luxembourgeois furent enrôlés de force dans la Wehrmacht pour servir notamment sur le front de l’Est, que les relations entre autorités luxembourgeoises et soviétiques s'accentuèrent. Faits prisonniers, la plupart seront gardés en URSS dans la région de Tambov.

## Les débuts diplomatiques
Fin août et début septembre 1935, l’établissement de relations diplomatiques entre le Luxembourg et l’Union des républiques socialistes soviétiques est acté via une convention commerciale provisoire entre l’Union soviétique et l’Union économique belgo-luxembourgeoise.
En juillet 1936 est nommé comme Ministre de l’URSS (ambassadeur) à Luxembourg, Eugène Roubinine, déjà Ministre de l’URSS à Bruxelles, d’où il continuera à résider. Ainsi, le Luxembourg , ne disposant à ce moment pas d’agent diplomatique sur le sol soviétique, vient se placer sous la protection diplomatique de la représentation belge à Moscou pour préserver les intérêts luxembourgeois.

## Seconde Guerre Mondiale
Après l’invasion allemande de mai 1940, le gouvernement luxembourgeois s’exile à Londres. L’URSS ne rentrera quant à elle en guerre qu’en juin 1941, avec la rupture du Pacte germano-soviétique. 
En octobre 1942, Joseph Bech, alors ministre des Affaires étrangères du Grand-Duché, convient à Londres de reprendre les échanges diplomatiques avec l’URSS en s'entendant avec M. Bogomolov, envoyé extraordinaire et plénipotentiaire de l’Union soviétique auprès du gouvernement belge en exil.  M. Bogomolov représentera l’URSS, le Luxembourg désignant le représentant belge auprès des autorités soviétiques.
Le 18 décembre 1942, le Luxembourg, aux côtés d’autres représentations nationales en exil comme le Gouvernement polonais en exil ou encore du Gouvernement yougoslave en exil mais aussi d’autres gouvernements alliés comme le Royaume-Uni et l’URSS, font une déclaration commune sur le génocide par les « hitlériens » de la population juive d’Europe. 
Le 30 juin 1943, via la BBC, un appel est lancé aux luxembourgeois enrôlés de force dans l’armée allemande, lu en langue luxembourgeoise. Dans cet appel, il est notifié aux luxembourgeois enrôlés de force et qui se trouveraient sur le front de l’Est, de déserter dès que l’occasion se présente et de rejoindre les lignes soviétiques. Dans ce même appel, ce dernier restransmet les phrases à dire aux soldats soviétiques quand un soldat luxembourgeois est fait captif, à savoir "Je suis luxembourgeois, je suis de vos amis", le tout en langue russe, et épeler dans le message radio en citant des villes et lieux du Luxembourg . De plus, il convient de noter que le gouvernement luxembourgeois avait, depuis au moins décembre 1942, tentait d’obtenir des autorités soviétiques un traitement préférentiel pour ses ressortissants faits prisonniers sur le front de l’Est, de plus, les autorités luxembourgeoises en exil tenant au courant les autorités soviétiques de leurs ressortissants amenés au Luxembourg ou dans la Grande Région pour travailler notamment dans les mines ou usines sidérurgiques. 
Après des échanges, le 16 juin 1944 est nommé René Blum, diplomate du Luxembourg à Moscou et prenant le titre d’Envoyé Extraordinaire et Ministre Plénipotentiaire. R. Blum tiendra ainsi informer, depuis Moscou, le gouvernement exilé, en particulier sur l’avancée des dialogues autour des prisonniers de guerre luxembourgeois. 
Le 23 mai 1945, à l’occasion de la fin du conflit, Charlotte (grande-duchesse de Luxembourg) fera publier en russe et dans la Pravda, un message de félicitations et de remerciements à l’égard de Staline, de l’Armée Rouge et du peuple soviétique.

## De l'après-guerre à 1956
Dans la période immédiate de l’après-guerre, le Luxembourg et notamment la Grande-Duchesse Charlotte s’efforcent de faire rapatrier les conscrits de force dans les rangs de l’armée allemande. Ainsi, par une lettre datée du 11 août 1945, Charlotte s’adresse personnellement à Joseph Staline, lui demandant la libération la plus rapide de ses concitoyens – mentionnant aussi les Malgré-nous – qui seraient à cette date aux environs de deux milles dans les camps de prisonniers soviétiques.La réponse des soviétiques est quasiment immédiate, fin septembre 1945, les premiers luxembourgeois commencent à être rapatriés.
En 1949, pour célébrer le 150e anniversaire de la naissance du poète russe Alexandre Pouchkine, des documents inédits sont envoyés au Luxembourg pour une exposition organisée par la Bibliothèque nationale.
En 1953 est créée l’association « Luxembourg-URSS », dont le président honoraire est René Blum.
En octobre 1955, une délégation parlementaire luxembourgeoise, conduite par E. Reuter, se rend en visite officielle en URSS. Le 16 juin 1955, une délégation du Soviet Suprême, conduite par Y.I. Paletskis, vient au Luxembourg. Cette venue marque l’ouverture au Luxembourg d’une mission de l’Union soviétique, celle-ci prenant ses quartiers au Château de Beggen, au nord de Luxembourg (ville). 

## Révolution hongroise de 1956
En novembre 1956, lors de la Révolution Hongroise, quand les chars soviétiques interviennent dans Budapest, un groupe de jeunes manifestants, en particulier des étudiants, manifestent un anticommunisme important. Le 6 novembre 1956, la mission de l'Union soviétique au Luxembourg, nouvellement ouverte, sera prise et saccagé par les manifestants, et ne cessera qu'avec l'intervention de la Police grand-ducale et de la Gendarmerie grand-ducale. Cette attaque ne fera que des dommages matériels.

## 1956-1983
En 1960, à l’occasion du 25e anniversaire de l’établissement de relations diplomatiques entre le Luxembourg et l’URSS, les missions diplomatiques des deux pays s’accordent pour leurs réorganisations au rang d’ambassades.
En 1966, Pierre Werner, alors Premier Ministre luxembourgeois, reçoit du Président du Conseil des Ministres de l’URSS, Alexis Kossyguine, une lettre contenant des photos de la surface lunaire prises depuis la station soviétique Luna 9.
À partir de la fin des années 1960, les relations entre le Grand-Duché et l’Union soviétique s’accentuent. Ainsi, en 1969, est signé un accord sur la coopération économique, scientifique et technique entre l’Union des républiques socialistes soviétiques, et l’Union économique belgo-luxembourgeoise(cet accord sera renouvelé en 1974). La même année, le Ministre des Affaires étrangères du Luxembourg, Gaston Thorn, se rend en URSS et signera à Moscou un accord culturel entre les deux pays.
En juin 1970, une délégation de la Chambre des députés (Luxembourg) se rend en visite officielle à Léningrad.
En 1971, ce sera une délégation du Soviet suprême de l'Union soviétique qui se rendra au Luxembourg et, dans la même année sera signé un traité portant sur le commerce entre le gouvernement de l’Union soviétique, et ceux des membres de l’Union économique Benelux.
En juillet 1972, le ministre des Affaires étrangères d’URSS, Andreï Gromyko, vient au Luxembourg en visite d’état et échange avec son homologue luxembourgeois des lettres de ratification de l’Accord sur la coopération culturelle entre l’URSS et le Luxembourg. La même année, le gouvernement luxembourgeois décidera que les représentants consulaires belges en URSS, y seront habilités à représenter les intérêts du Luxembourg.
Des négociations sur des questions internationales seront abordées en 1973, quand Gaston Thorn ira en visite en URSS en juillet de cette année. 
En juin 1975, ce sera au tour du Grand-Duc Jeanet la Grande-Duchesse Joséphine-Charlotte de se rendre en visite officielle en URSS. Ils seront ainsi reçus par le Præsidium du Soviet suprême et par différents membres du gouvernement soviétique d’alors, et visiteront notamment Moscou et Léningrad. De plus, le couple grand-ducal assistera à la signature d’un accord sur la coopération scientifique et technique entre le Comité d’État auprès du Conseil des Ministres de l’URSS pour la science et la technique, et la société anonyme Arbed.
En 1977, il y a un accord pour un programme à long terme de développement de la coopération économique, industrielle et scientifique entre l’URSS, et l’Union économique belgo-luxembourgeoise. La même année, un accord sur la coopération dans le domaine de la télévision et de la radiodiffusion est signé entre le gouvernement soviétique, et Radio Télévision Luxembourg.
En 1979, le Grand-Duc Jean se rendra encore une fois en URSS, et plus tard dans l’année ce sera une délégation soviétique qui viendra au Luxembourg. Entre 1979 et 1983, il faut relever une accélération dans le domaine de la coopération culturelle entre le Luxembourg et l’Union soviétique. Ainsi, plusieurs programmes de coopérations culturelles et scientifiques sont signés et l’année 1983 concrétise ces rapprochements. En effet, d’abord à Luxembourg (ville), puis à Moscou, est inaugurée l’exposition « Luxembourg-Russie-URSS », puis une exposition commune soviéto-luxembourgeoise, « URSS (Russie)-Luxembourg. Pages de l’histoire. 1867-1983 ».

## 1984-1991
Dans cette dernière période, le Luxembourg et l’Union des républiques socialistes soviétiques restent de solides partenaires, notamment dans le champ de la coopération culturelle et scientifique. Renouvelant les programmes de coopérations, qui sont accueillis avec encore plus de cordialité sous les auspices de la Perestroïka et de la Glasnost mises en œuvre par Mikhaïl Gorbatchev, le Luxembourg restera un soutien assez important malgré sa taille envers l’Union soviétique, et ce jusqu’à la disparition de cette dernière.